# Solomon Bonnah
Solomon Owusu Bonnah (Amsterdam, 19 augustus 2003) is een Nederlands voetballer die doorgaans als rechtsback speelt. Hij verruilde RB Leipzig in augustus 2022 voor Austria Klagenfurt.

## Clubcarrière
Bonnah speelde in de jeugd van Zeeburgia voor hij in 2012 werd opgenomen in de jeugdopleiding van Ajax. Die verruilde hij in 2019 voor die van RB Leipzig. Bonnah debuteerde op 24 november 2021 in het eerste elftal van de Duitse club, tijdens een wedstrijd in de Champions League tegen Club Brugge. Hij viel na 80 minuten in voor Joško Gvardiol. Hij mocht dat seizoen ook nog een keer invallen in de Bundesliga en een keer in het toernooi om de DFB-Pokal. Daarmee zat zijn tijd bij Leipzig erop.
Bonnah tekende in augustus 2022 voor drie jaar bij Austria Klagenfurt, de nummer zes van de Oostenrijkse Bundesliga in het voorgaande seizoen.

## Interlandcarrière
Bonnah maakte deel uit van verschillende Nederlandse nationale jeugdselecties vanaf Nederland –15.

## Erelijst
| DFB-Pokal | 1x | 2021/22 |